# Hallo, ik heb een eetstoornis
Hallo, ik heb een eetstoornis is een Nederlands televisieprogramma dat door de Evangelische Omroep wordt uitgezonden op Zapp, NPO 3. In dit medische jeugdprogramma staan kinderen en jongeren centraal die een eetstoornis hebben. Het programma wordt gepresenteerd door Anne-Mar Zwart.

## Het programma
Het programma draait om het dagelijks leven van vier tieners met verschillende eetstoornissen. Zij doen in een zelf bijgehouden videodagboek van hun dagelijks leven, waarin onder andere hun eetgewoontes aan bod komen. Presentatrice Anne-Mar Zwart gaat op belangrijke momenten bij de tieners langs en bespreekt met hen hoe het is om te leven met een eetstoornis.
Naast de vier tieners komen er in het programma ook verschillende ervaringsdeskundigen aan het woord die vertellen over hun ervaringen.

## Deelnemers
| Naam     | Leeftijd | Diagnose         |
| -------- | -------- | ---------------- |
| Jinthe   | 14 jaar  | anorexia nervosa |
| Clément  | 15 jaar  | anorexia nervosa |
| Christel | 15 jaar  | eetbuistoornis   |
| Thijs    | 12 jaar  | arfid            |